# Johan Oomen
Johan Oomen (ur. 6 czerwca 1965 w Sliedrecht, zm. 15 stycznia 2022) – holenderski sędzia snookerowy.
Jeden z dwóch Holendrów, obok Jana Verhaasa, który sędziował profesjonalne mecze snookera w tzw. Main Tourze.
Jako sędzia Main Tour debiutował w 2001 roku podczas turnieju LG Cup. W 2005 prowadził finał turnieju Grand Prix, w którym John Higgins w czterech kolejnych frame'ach wbił breaki stupunktowe. We wrześniu 2007 zrezygnował z zawodowego sędziowania. Ostatnim turniejem z jego udziałem był Shanghai Masters.